# Adam Frans van der Meulen
Adam Frans van der Meulen, född (döpt den 11 januari) 1632 i Bryssel, död den 15 oktober 1690 i Paris, var en flamländsk bataljmålare.
van der Meulen, som var elev av Peeter Snayers, var till en början verksam i Bryssel, men fick på rekommendation av Charles Le Brun omkring 1665 anställning vid gobelängfabriken i Paris. Han kom i stor gunst hos Ludvig XIV, som han åtföljde på dennes fälttåg för att på ort och ställe troget kunna återge bataljer, belägringar och stormningar. Med tillhjälp av på platsen gjorda skisser utförde han sedan till kungens förhärligande en mängd patroner för gobelängfabriken, krigs- och kulturhistoriskt mycket viktiga, artistiskt behandlade dokument, där inte endast krigshändelser, kostymer och olika vapenslag troget återgavs, utan i vilka han även insatte hundratals porträtt. Till belöning för sitt välförhållande överhopades han av kungen med ynnestbevis och rikedomar, fick fri bostad i gobelängfabriken och ett ståtligt årsunderhåll. Hans tavlor påträffas i de flesta offentliga samlingar, som museerna i Dresden, München, London, Sankt Petersburg, i Louvren (20 dukar med ämnen från Ludvig XIV:s fälttåg), och så vidare. Nationalmuseum har två arbeten av hans hand: Ryttarfäktning utanför en ladugård och Ryttare, överfallna vid övergången av ett vad. I Redinska samlingen i Stockholm  sågs Kaross, överfallen av soldater.